# Szymanów (Kąty Wrocławskie)
Szymanów (deutsch Simschütz) ist ein Ort in der Landgemeinde Kąty Wrocławskie (Kanth) im Powiat Wrocławski der Woiwodschaft Niederschlesien in Polen.

## Lage
Nachbarorte sind Stróża (Struse) im Westen, Milin (Fürstenau) im Südwesten, Piława (Beilau) im Südosten, Kilianów (Landau) im Osten, Nowa Wieś Kącka (Neudorf bei Kanth) und im Nordosten Kąty Wrocławskie (Kanth) im Norden.

## Geschichte
Simschütz ging aus einem Fürstenauer Vorwerk im Herzogtum Breslau hervor. Nach dem Ersten Schlesischen Krieg wurde es mit dem größten Teil von Schlesien 1741/42 von Preußen annektiert.
Als Folge des Zweiten Weltkriegs fiel Simschütz mit fast ganz Schlesien 1945 an Polen. Nachfolgend wurde es durch die polnische Administration in Szymanów umbenannt. Die einheimische deutsche Bevölkerung wurde, soweit sie nicht vorher geflohen war, vertrieben. Die neu angesiedelten Bewohner waren teilweise Zwangsumgesiedelte aus Ostpolen, das an die Sowjetunion gefallen war.